# إستر كروفت
إستر كروفت (بالإنجليزية: Esther Croft)‏ (1945)؛ كاتِبة وروائية كندية.